# Xã Salt Rock, Quận Marion, Ohio
Xã Salt Rock (tiếng Anh: Salt Rock Township) là một xã thuộc quận Marion, tiểu bang Ohio, Hoa Kỳ. Năm 2010, dân số của xã này là 673 người.